# Mycedium umbra
Mycedium umbra är en korallart som beskrevs av Veron 2002. Mycedium umbra ingår i släktet Mycedium och familjen Pectiniidae. IUCN kategoriserar arten globalt som livskraftig. Inga underarter finns listade i Catalogue of Life.